# Bad Moms
Série
Bad Moms 2
(2017)
Pour plus de détails, voir Fiche technique et Distribution.
Bad Moms ou Mères indignes au Québec et au Nouveau-Brunswick est un film américain réalisé par Jon Lucas et Scott Moore (en), sorti en 2016.

## Synopsis
Amy (Mila Kunis), une trentenaire, mène une vie à 100 à l'heure, entre son travail qui lui en demande énormément, ses deux enfants beaucoup trop exigeants et son mari paresseux et infidèle. À trop en faire, elle finit par craquer. Lors d'une réunion de parents d’élèves, elle ne supporte plus la pression et annonce publiquement qu’elle ne veut plus passer pour la mère idéale. Cela choque plusieurs personnes dans l’assemblée mais lui attire également la sympathie de Kiki (Kristen Bell) et Carla (Kathryn Hahn), deux autres mamans fatiguées. Ensemble, elles décident de profiter de la vie et de prendre du bon temps, même si elles doivent se mettre à dos les autres mères de l’école, parmi lesquelles Gwendolyn (Christina Applegate), présidente des parents d'élèves, qui incite les autres à prendre exemple sur elle. Mais Gwendolyn est-elle aussi parfaite qu'elle veut le faire croire ? 
N.B. : Lors du générique de fin, les six actrices principales sont interviewées en compagnie de leurs mères dans la vraie vie.

## Fiche technique
- Titre original et français : Bad Moms
- Titre québécois : Mères indignes
- Réalisation et scénario : Jon Lucas et Scott Moore
- Costumes : Julia Caston
- Photographie : Jim Denault
- Montage : Jeff Freeman
- Musique : Christopher Lennertz
- Producteurs : Bill Block et Suzanne Todd
  - Producteur délégué : Mark Kamine
- Sociétés de production : STX Entertainment, Huayi Brothers et Tang Media Productions
- Sociétés de distribution : STX Entertainment (États-Unis), Entertainment One (Canada), Metropolitan FilmExport (France)
- Budget : 20 000 000 $
- Pays d'origine :  États-Unis
- Langue originale : anglais
- Format : couleur - 2.35:1
- Genre : comédie
- Durée : 100 minutes
- Dates de sortie [1] : 
  -  États-Unis,  Canada : 29 juillet 2016
  -  France : 3 août 2016

## Distribution
- Mila Kunis (VF : Marjorie Frantz ; VQ : Camille Cyr-Desmarais) : Amy Mitchell
- Kristen Bell (VF : Laura Préjean ; VQ : Catherine Proulx-Lemay) : Kiki
- Kathryn Hahn (VF : Déborah Perret ; VQ : Éveline Gélinas) : Carla Dunkler
- Christina Applegate (VF : Marie-Laure Dougnac ; VQ : Aline Pinsonneault) : Gwendolyn James
- Jada Pinkett Smith (VF : Annie Milon ; VQ : Nadia Paradis) : Stacy
- Annie Mumolo (VF : Chantal Baroin) : Vicky
- Oona Laurence[2] (VF : Joséphine Ropion ; VQ : Angelica Gentile) : Jane Mitchell
- Emjay Anthony : Dylan Mitchell
- David Walton (VF : Emmanuel Curtil ; VQ : Louis-Philippe Dandenault) : Mike Mitchell, mari d'Amy
- Susan Sarandon : Isis, la mère de Carla Dunkler
- Clark Duke (VF : Daniel Lafourcade ; VQ : Louis-Philippe Berthiaume) : Dale Kipler, patron d'Amy
- Jay Hernandez (VF : Raphaël Cohen ; VQ : Éric Bruneau) : Jessie Harkness
- Wendell Pierce (VF : Saïd Amadis) : le principal Burr
- Lyle Brocato : Kent, le mari de Kiki
- Leah McKendrick : Sharon
- Megan Ferguson : Tessa
- Wanda Sykes : Dr Karl
- J. J. Watt (VF : Sylvain Lemarié) : le coach Craig
- Lilly Singh : Cathy
- Billy Slaughter (en) : Dr Lars
- Martha Stewart : elle-même
- Kesha : elle-même

 Source et légende : version française (VF) sur RS Doublage
 Source et légende : version québécoise (VQ) sur Doublage.qc.ca

## Production

### Genèse et développement
En avril 2015, il est annoncé que Jon Lucas et Scott Moore (en) vont réaliser une comédie sur des femmes d'après leur propre script. Bill Block de Block Entertainment et Raj Brinder Singh de Merced Media Partners produiront le film avec l'aide de Judd Apatow et Josh Church via Apatow Productions.
Paramount Pictures acquiert les droits de distribution en mai 2015. Le film est également vendu à divers distributeurs internationaux au festival de Cannes 2015. En juin 2015, Judd Apatow quitte finalement le projet pour cause d’incompatibilité d'emploi du temps. En octobre 2015, la Paramount quitte également le projet. Elle est remplacée par STX Entertainment.

### Attribution des rôles
Leslie Mann devait initialement tenir le premier rôle mais était prise par un autre projet.
Mila Kunis, Christina Applegate et Kristen Bell sont annoncées dans les rôles principaux en octobre 2015. En janvier 2016, Jada Pinkett Smith et Kathryn Hahn rejoignent elles aussi la distribution.

### Tournage
Le tournage débute le 11 janvier 2016 à La Nouvelle-Orléans, et s'achève le 1er mars 2016.

## Réception

### Box-office
Sorti en plein été, Bad Moms fait un démarrage correct en s'emparant de la troisième place au box-office américain le week-end de sa sortie avec 23,8 millions $ de recettes. Au 16 octobre 2016, le film est un succès commercial puisqu'il totalise 113 millions $ de recettes, pour un budget de 20 millions $. Il s'agit du meilleur résultat de la société de distribution STX Entertainment, dont c'est le premier film à atteindre les 100 millions $ de recettes,. À l'international, le long-métrage totalise 66,1 millions $, portant le box-office mondial à 179,2 millions $.
En France, le succès est plus modéré, bien qu'ayant fait un assez bon démarrage avec 150 601 entrées, à l'image de son démarrage au box-office américain. Il reste dans le top 20 durant trois semaines et enregistre 341 379 entrées durant les sept semaines où il est resté à l'affiche.
Le film est un succès en Allemagne, où il prend la tête du box-office la semaine de sa sortie avec 263 513 entrées. Resté six semaines dans le top 20, Bad Moms atteint le million d'entrées.

## Distinctions
| Année | Prix                                     | Catégorie            | Nomination | Résultat |
| ----- | ---------------------------------------- | -------------------- | ---------- | -------- |
| 2017  | 43e cérémonie des People's Choice Awards | Film comédie préféré | Bad Moms   | Lauréat  |

## Autour du film

### Suite
- 2017 : Bad Moms 2 de Jon Lucas et Scott Moore (en)